# Elisabetta Piqué
Elisabetta Piqué (Florencia, 1967) es una periodista argentina, corresponsal en Italia y el Vaticano para el periódico La Nación de Buenos Aires. Es corresponsal de guerra, cubrió los conflictos de Afganistán, Irak, Libia, Egipto y Medio Oriente.

## Biografía
Nació en Florencia, Italia, y se crio en Argentina. Obtuvo la licenciatura en Ciencias Políticas con especialización en Relaciones Internacionales por la Universidad Católica Argentina.
Fue becada por la agencia italiana de noticias Agenzia Nazionale Stampa Associata (ANSA), en Buenos Aires (1990) y por el World Press Institute, Estados Unidos en 1994.
Desde 1999 se desempeña como corresponsal en Italia y el Vaticano para el diario La Nación. Trabajó también en el diario La Razón, CNN en Español y colabora con Deutsche Welle.
Como corresponsal de guerra realizó coberturas en Afganistán, Irán, Libia, Egipto, Medio Oriente y Ucrania.
Realizó varios viajes con Juan Pablo II, Benedicto XVI y con el papa Francisco desde que fue creado cardenal en 2001. Se la reconoce como una de las más importantes vaticanólogas de habla hispana.
Escribió la biografía El Papa Francisco: vida y revolución. Una biografía de Jorge Bergoglio en 2013. La película Francisco: El padre Jorge se basa en su libro. El personaje de la actriz Silvia Abascal está basado en su persona.

## Premios y reconocimientos
Obtuvo el premio Santa Clara de Asís en 2003 y el premio Mariano Moreno de la Universidad Argentina de la Empresa (2013) a la mejor cobertura periodística sobre la renuncia de Benedicto XVI.
La Academia Nacional de Periodismo de Argentina le entregó el premio Pluma de Honor en 2021 en reconocimiento por «el compromiso y los riesgos asumidos por la periodista en sus coberturas».

## Libros
- 2003. Diario de guerra, apuntes de una corresponsal en el frente.[3]
- 2013. El Papa Francisco: vida y revolución. Una biografía de Jorge Bergoglio.[2]